# Свети Димитър (Афитос)
Вижте пояснителната страница за други значения на Свети Димитър.
„Свети Димитър“ (на гръцки: Αγίου Δημητρίου) е възрожденска православна църква, енорийски храм на село Афитос на полуостров Касандра.

## История
Църквата е построена на централния площад на слото на мястото на стара църква, посветена на Свети Димитър и изгорена от османците в 1821 г. Основният камък на новата църква е поставен в 1855 година. Завършена е в 1857, 1958 или 1859 година, а е открита след 1864 година. На мястото е имало раннохристиянска църква.
В 1984 година църквата е обявена за паметник на културата.

## Архитектура
В архитектурно отношение представлява куполна трикорабна базилика с дървен покрив с вградена камбанария, притвор и женска църква. Строителите са от Северен Епир и храмът има сложна зидария. Строителният материал е местен варовик, взет от византийските укрепления на хълма Куцомилос.
Иконостасът е резбован и изписан с флорални мотиви. Забележителни са иконите от XIX век. Освен тях има и няколко ценни по-стари икони – „Света Богородица Афитоска“ от XIV век, дело на константинополско ателие, „Христос Съдия“ и „Света Богородица Амолинтос“ от XVI век, дело на Даниил Монах от светогорския манастир Дионисиат, „Христос Вседържител“ от XVIII век, дело на Дионисий Фурноаграфиот.
Ценни са и релефините изображения на ктиторите отвън на южната страна, както и каменният гълъб в камбанарията.
Параклисите на храма са „Свети Георги“ (1867), „Успение Богородично“ (1855), „Свети Атанасий“ и „Свети Николай“.